# ليزا ويدين
ليزا ويدين (إنجليزية:Lisa Wedeen) أستاذ العلوم السياسية في جامعة شيكاغو. متخصصة في السياسة المقارنة، الشرق الأوسط، النظرية السياسية، والنظرية النسوية. حصلت على شهادة الدكتوراه في العلوم السياسية في جامعة كاليفورنيا، بيركلي.

## مؤلفات
- "Ideology and Humor in Dark Times: Notes from Syria" - («الآيديولوجيا والنكتة في الأوقات الحالكة: ملاحظات من سورية») (2013)
- Reflections on Ethnographic Work in Political Science" - ("تأملات حول الأثنولوجي في العلوم السياسية") (2010)
- "Peripheral Visions: Politics, Power, and Performance in Yemen" - («رؤية خارجية: السياسة، السلطة، وسير العمل في اليمن») (2008).